# National Invitation Tournament 1998
Il National Invitation Tournament 1998 è stata la 61ª edizione del torneo. La final four è stata giocata al Madison Square Garden di New York. Ha vinto il titolo la University of Minnesota, allenata da Clem Haskins. Miglior giocatore del torneo è stato eletto Kevin Clark. Il titolo di Minnesota e il titolo di MVP vennero revocati per la violazione di numerose regole NCAA.
| Campione NIT 1998                             |
| --------------------------------------------- |
| Minnesota Golden Gophers 2º titolo (revocato) |

## Squadra vincitrice
|  | Naz.                   | Ruolo | Sportivo          |  | Alt. |  |  |
|  | ---------------------- | ----- | ----------------- |  | ---- |  |  |
|  | Stati Uniti (bandiera) | G     | Russ Archambault  |  |      |  |  |
|  | Stati Uniti (bandiera) | A     | Antoine Broxsie   |  | 208  |  |  |
|  | Stati Uniti (bandiera) | G     | Kevin Clark       |  | 188  |  |  |
|  | Stati Uniti (bandiera) | G     | Eric Harris       |  |      |  |  |
|  | Stati Uniti (bandiera) | A     | Sam Jacobson      |  | 193  |  |  |
|  | Stati Uniti (bandiera) | A     | Quincy Lewis      |  | 201  |  |  |
|  | Stati Uniti (bandiera) | G     | Kevin Nathaniel   |  | 196  |  |  |
|  | Stati Uniti (bandiera) | C     | Kyle Sanden       |  | 211  |  |  |
|  | Stati Uniti (bandiera) | A     | Rob Schoenrock    |  |      |  |  |
|  | Stati Uniti (bandiera) | A     | Jason Stanford    |  | 201  |  |  |
|  | Stati Uniti (bandiera) | A     | Jermaine Stanford |  |      |  |  |
|  | Stati Uniti (bandiera) | A     | Miles Tarver      |  |      |  |  |

- Allenatore: Clem Haskins